# Христенко, Василий Тимофеевич
Васи́лий Тимофе́евич Христе́нко (12 апреля 1925, с. Большая Михайловка, Акмолинская губерния, Казахская АССР, РСФСР — 9 февраля 2010, Барнаул, Алтайский край, Российская Федерация) — советский политический и хозяйственный деятель, участник Великой Отечественной войны. Герой Социалистического Труда (1972). Полный кавалер Ордена Славы (1944, 1944, 1945, 1946). Депутат ВС РСФСР.
Один из 29-и полных кавалеров, награждённых четырьмя орденами Славы и один из восьми полных кавалеров ордена Славы — Героев Социалистического Труда.

## Биография
Родился 12 апреля 1925 года в селе Большая Михайловка (ныне — район Алихана Бокейханова города Караганды) в семье служащего. Русский.
Окончил 10 классов в посёлке Майкаин-Золото Павлодарской области Казахстана. Работал бурильщиком на руднике.
В Красной Армии с января 1943 года. Учился в Тамбовском военном пехотном училище. На фронтах Великой Отечественной войны — с августа 1943 года.
В годы Великой Отечественной войны участвовал в форсировании Днепра (1943), Корсунь-Шевченковской операции, в боях за освобождение Бухареста, Будапешта, Вены, Праги. Был дважды ранен. В составе войск Забайкальского фронта в должности старшины разведроты 6-й гвардейской танковой армии принимал участие в разгроме войск милитаристской Японии.
После демобилизации учился в Уральском политехническом институте имени Кирова, в 1950 году окончил Свердловскую юридическую школу. После её окончания — следователь, помощник прокурора, прокурор в Топчихинском районе Алтайского края.
В 1953−1959 годах — секретарь, второй секретарь райкома КПСС по зоне Володарской МТС,
в 1959−1962 годах — председатель Топчихинского райисполкома.
В 1962−1964 годах — первый секретарь Змеиногорского райкома КПСС.
В 1964−1979 годах — первый секретарь Шипуновского райкома КПСС.
В 1957 году — окончил заочно Всесоюзный юридический институт, а в 1965 году — заочно Славгородский сельскохозяйственный техникум.
В 1979−1989 годах — первый заместитель председателя Алтайского крайисполкома.
Член ВКП(б)/КПСС с 1945 года. Избирался делегатом 24 и 25 съездов КПСС, депутатом Верховного Совета РСФСР, кандидатом в члены бюро крайкома партии, депутатом краевого Совета народных депутатов.
С 1989 года находился на пенсии.
Находясь на пенсии, вёл большую общественную работу. Являлся членом Российского комитета ветеранов войны и военной службы. С 1991 года — председатель Алтайского краевого комитета ветеранов войны и военной службы.
Участник Парада Победы 1990 и 1995 годов в Москве.
Скончался 9 февраля 2010 года на 85-м году жизни. С воинскими почестями похоронен в Барнауле, на Власихинском кладбище.

### Семья
- Отец — Христенко Тимофей Васильевич, фельдшер, участник Первой мировой и Гражданской войн.
- Мать — Христенко Устинья Григорьевна, крестьянка.
- Супруга — Христенко Ангелина Дмитриевна (12.12.1927 — 05.10.2020).
- Сыновья — Владимир Васильевич и Юрий Васильевич, оба умерли.

## Награды и звания
Государственные награды Российской Федерации и СССР:
- Герой Социалистического Труда (Указ Президиума Верховного Совета СССР от 13 декабря 1972 года, орден Ленина и медаль «Серп и Молот»)
- Орден «За заслуги перед Отечеством» IV степени (18 апреля 2005 года) — за многолетнюю активную общественную работу по социальной поддержке ветеранов и патриотическому воспитанию молодёжи [2]
- Орден Дружбы (1 апреля 1995 года) — за многолетнюю плодотворную работу по патриотическому воспитанию молодёжи, социальной защите ветеранов и укреплению дружбы между народами[3]
- Орден Октябрьской Революции
- Орден Отечественной войны I степени (11 марта 1985 года)
- Орден Отечественной войны II степени (10 июня 1945 года) — за образцовое выполнение боевых заданий командования на фронте борьбы с немецкими захватчиками и проявленные при этом доблесть и мужество
- Орден Трудового Красного Знамени
- Орден Красной Звезды (14 октября 1945 года) — за образцовое выполнение боевых заданий командования на фронте борьбы с японскими империалистами и проявленные при этом доблесть и мужество
- Орден «Знак Почёта»
- Полный кавалер ордена Славы :
  - I степень — 15 мая 1946 года, № 1794 — за образцовое выполнение заданий командования в боях с немецко-фашистскими захватчиками
  - II степень — 24 января 1945 года, № 8964 — за образцовое выполнение боевых заданий командования на фронте борьбы с немецкими захватчиками и проявленные при этом доблесть и мужество
  - III степень — 22 февраля 1944 года, — за мужество и отвагу, проявленные в боях
  - III степень — 4 ноября 1944 года, № 165203 — за мужество и отвагу, проявленные в боях
- Медали, в том числе: 
  - Медаль Жукова
  - Юбилейная медаль «За доблестный труд (За воинскую доблесть). В ознаменование 100-летия со дня рождения Владимира Ильича Ленина»
  - Медаль «За победу над Германией в Великой Отечественной войне 1941—1945 гг.»
  - Юбилейная медаль «Двадцать лет Победы в Великой Отечественной войне 1941—1945 гг.»
  - Юбилейная медаль «Тридцать лет Победы в Великой Отечественной войне 1941—1945 гг.»
  - Юбилейная медаль «Сорок лет Победы в Великой Отечественной войне 1941—1945 гг.»
  - Юбилейная медаль «50 лет Победы в Великой Отечественной войне 1941—1945 гг.»
  - Юбилейная медаль «60 лет Победы в Великой Отечественной войне 1941—1945 гг.»
  - Юбилейная медаль «65 лет Победы в Великой Отечественной войне 1941—1945 гг.»
  - Медаль «За победу над Японией»
  - Медаль «За взятие Будапешта»
  - Медаль «За взятие Вены»
  - Медаль «За освобождение Праги»
  - Медаль «Ветеран труда»
  - Медаль «За освоение целинных земель»
  - Юбилейная медаль «50 лет Вооружённых Сил СССР»
  - Юбилейная медаль «60 лет Вооружённых Сил СССР»
  - Юбилейная медаль «70 лет Вооружённых Сил СССР»

Звания: 
- Почётный гражданин Алтайского края (1997 год)
- Почётный профессор Алтайского государственного технического университета.

## Увековечение памяти
- В 2019 году именем Василия Тимофеевича Христенко была названа улица в г. Барнауле.[4].

## Сочинения
- «Так было: Записки фронтового разведчика». — Барнаул: Алтайское кн. изд-во, 1989
- «Закаляясь в труде: Опыт работы Алтайской краевой организации ДОСААФ» [Лит. запись А. С. Астапова]. — М.: Изд. ДОСААФ, 1985
- «Записки фронтового разведчика. 2-е изд., доп.» — Барнаул: Алтайское кн. изд-во, 1995.